# Aided Loegairi Buadaig
Aided Loegairi Buadaig ['aðʴeð 'loiɣarʴi 'vuaðiɣʴ] („Der Tod Loegaires des Siegreichen“) ist der Name einer tragikomischen Erzählung aus dem Ulster-Zyklus der Irischen Mythologie. In einem einzigen Manuskript aus dem 16. Jahrhundert ist diese Sage überliefert.

## Inhalt
Der Dichter und Barde (filidh) Aed mac Ainninne hat mit Mugain, der Gattin des Königs Conchobar mac Nessa, Ehebruch begangen und wird deshalb zum Tode verurteilt. Er soll in einem See ertränkt werden, doch gelingt es ihm durch Zaubersprüche, jeden vorher auszutrocknen. Erst beim letzten glückt ihm das Zauberwerk nicht. Dieser See liegt in Larne im County Antrim, genau vor dem Haus von Loegaire Buadach, einem Krieger aus Ulster, der aber nicht dulden will, dass ausgerechnet hier ein Barde hingerichtet werden soll. Mit dem Schwert in der Hand stürzt er zur Tür hinaus, um die Tat zu verhindern. Doch prallt er in  seinem Eifer mit solcher Wucht gegen den Türsturz, dass er den Schädelverletzungen bald darauf erliegt. Der tödlich verwundete Loegaire erschlägt aber mit letzter Kraft noch 30 Gefolgsleute des Königs und im allgemeinen Getümmel gelingt es Aed, zu entkommen.